# Discestra obesula
Discestra obesula är en fjärilsart som beskrevs av Smith 1904. Discestra obesula ingår i släktet Discestra och familjen nattflyn. Inga underarter finns listade i Catalogue of Life.